# Pasaribu Tobing Jae
Pasaribu Tobing Jae is een bestuurslaag in het regentschap Tapanuli Tengah van de provincie Noord-Sumatra, Indonesië. Pasaribu Tobing Jae telt 1076 inwoners (volkstelling 2010).